# ランブレッタ

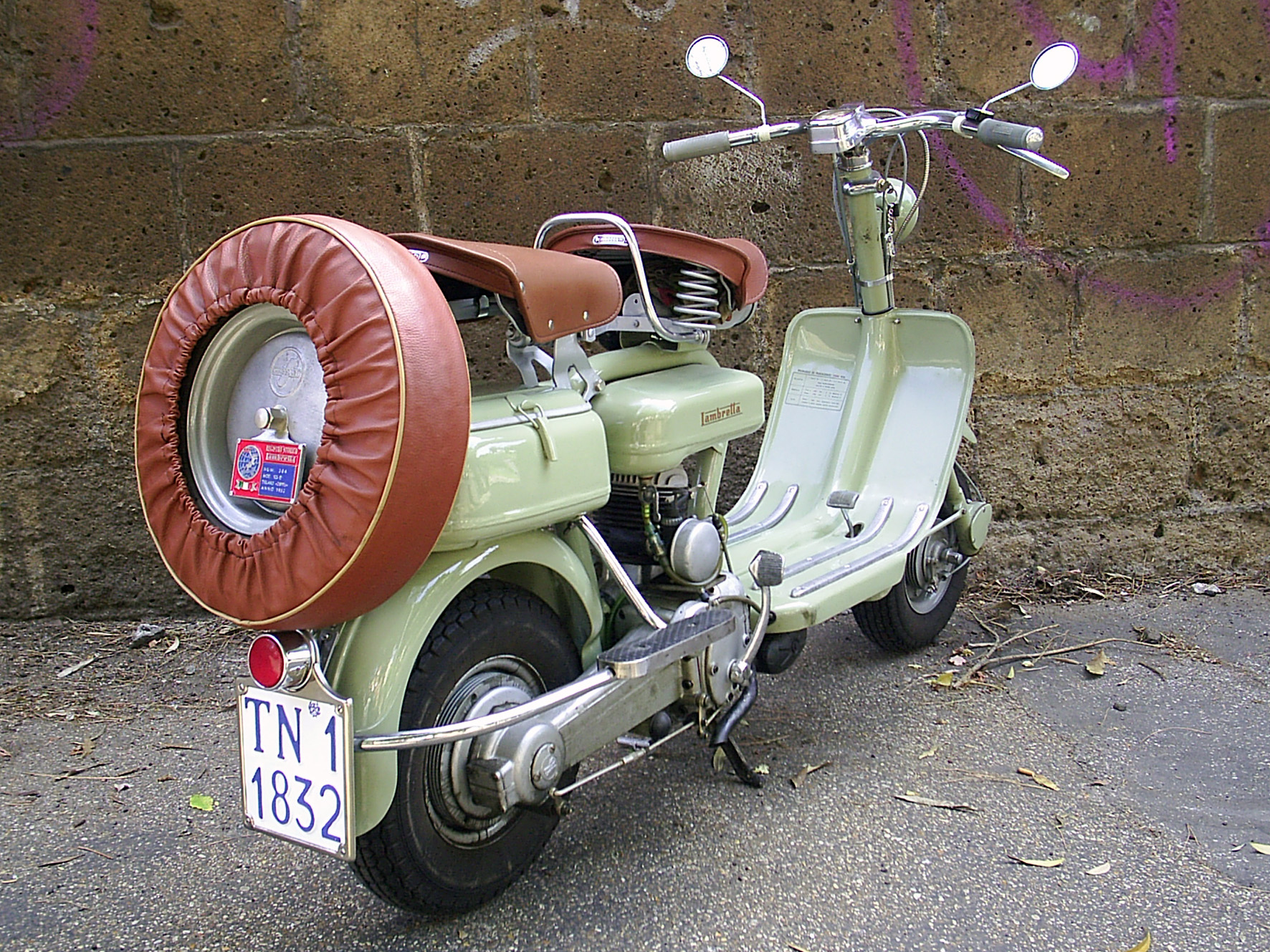
モデルD (1952年式)

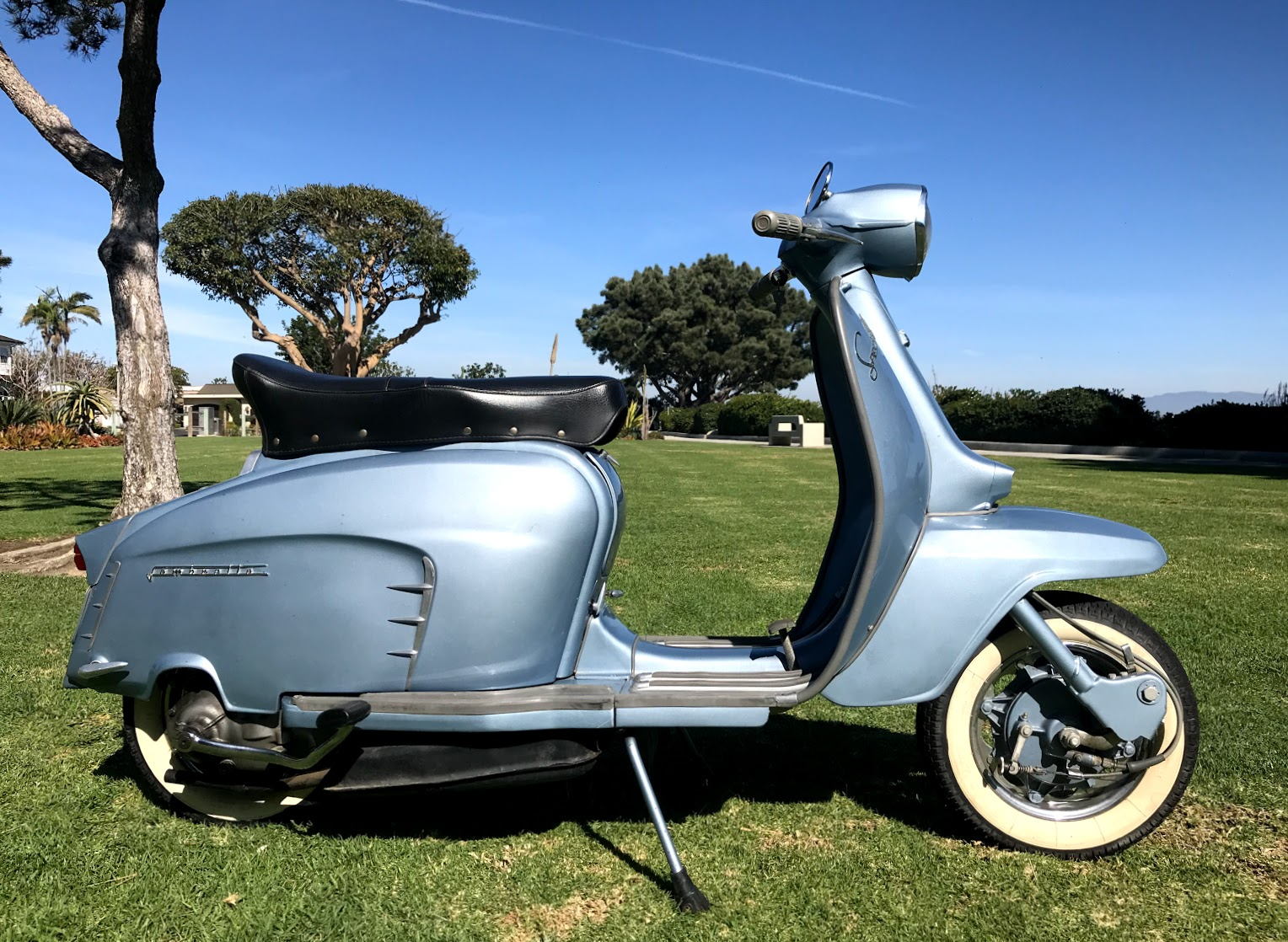
Li125スペシャル (1966年式)

ランブレッタは、イタリアの自動車メーカー、フェルディナンド・イノチェンティが製造販売していたスクーターの製品名である。名前の由来は工場のあったミラノのランブラーテという地名である。
スウェーデンのCapella Industries社からは同ブランドの時計が販売されている。

## 概要
1922年、ペーシャのフェルディナント・イノチェンティがローマに鋼管工場を建設。1931年には約6000人を雇用し、シームレス鋼管を製造する大きな工場をミラノに建設し、事業を移転した。第二次世界大戦中に工場は重爆撃により破壊された。破壊された工場の調査で、イノチェンティは手軽に自分で移動する将来を見るため、低価格で天候にも左右されない誰でも運転できるオートバイとしてスクーターの製造を決めたといわれている。

## 歴史

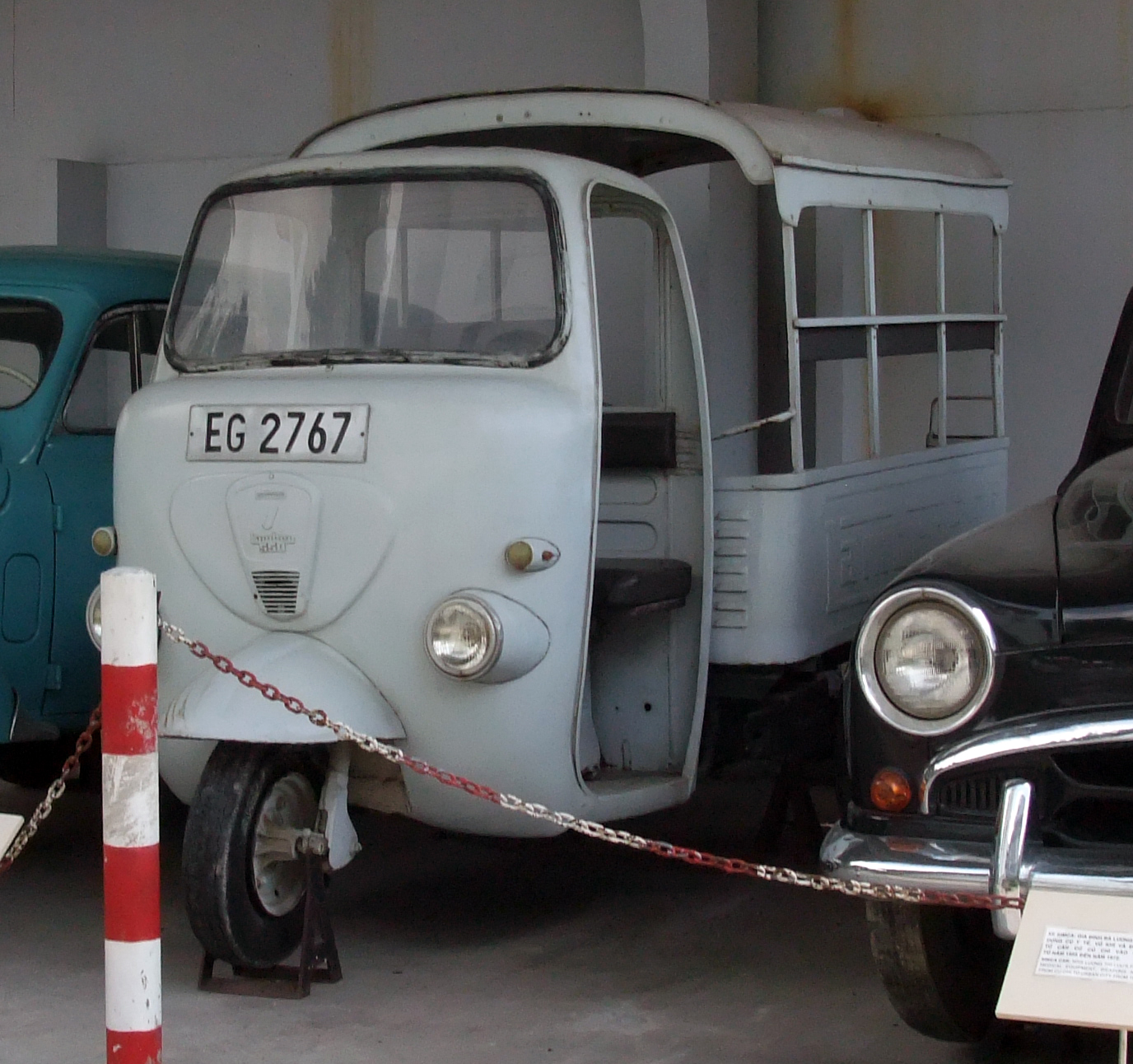
三輪自動車のランブロ550

- 三輪自動車のランブロ550長い年月を経て、1947年にランブレッタを創設。その後、フランスのフェンウィックグループ、ドイツのNSU、スペインのセルベタ（英語版）、インドのAPI（英語版）、台湾の裕隆汽車、ブラジルのパスコ、コロンビアのアウテコ（英語版）、アルゼンチンのサイアムブレッタ、チリでライセンス生産を始めている。
- 1960年代後半に入ると西ヨーロッパの富裕層が増加し、スクーターの需要は落ち込み、多くの人々の需要は小型車に移行した。ランブレッタの部門は親会社イノチェンティで財政難の元となっていた。ブリティッシュ・レイランドは、製品と技術者の専門知識と同様にイノチェンティの財政難の利点を獲得すると、BLMCのライセンスの下でイノチェンティの自動車の製造する契約を取った。
- 1971年にはランブレッタの製造を中止し、1972年にはミラノ工場とランブレッタの名の権利はインド政府に買収され、SIL（スクーターズ・インディア・リミテッド）が設立された。
- 2010年にランブレッタは125GPレースで復活している。
- 2016年にイノチェンティ（英語版）とKSRグループが共同出資しランブレッタ再興に着手。
- 2017年にランブレッタ Vスペシャル（英語版）シリーズを発売。

## モデル
| - モデルA (1947–1948) - モデルB (1948–1950) - モデルC/LC (1950–1951) - モデルD/LD (1951–1958) - モデルE (1953–1954) - モデルF (1954–1955) - TVシリーズ1 (1957–1959) - Liシリーズ1 (1958–1959) - Liシリーズ2 (1959–1961) - TVシリーズ2 (1959–1962) - Liシリーズ3 (1961–1968) - TV/GT レンジ (1962–1965) - TV/GT200 | - Liスペシャル (1963–1969) - J レンジ (1964–1971) - SX Range, (1966–1969) - SX150 - SX200 - Li シリーズ4 (1967-1968) - GP/DL 125 150 200 - Lui/VEGA/COMETA (1968–1970) - Lambretta V-Special (2017～) |  |